# Sulugråfågel
Sulugråfågel (Coracina guillemardi) är en fågel i familjen gråfåglar inom ordningen tättingar.

## Utseende och läte
Sulugråfågeln är en slank men ändå kraftig grå fågel. Fjäderdräkten är enfärgad, dock mörkare på vingspetsar, stjärt och mellan näbb och öga. Bland lätena hörs olika ljusa och gnissliga ljud, liksom ett upprepat visslande skri.

## Utbredning och systematik
Fågeln återfinns i Suluarkipelagen i södra Filippinerna. Den behandlas som monotypisk, det vill säga att den inte delas in i några underarter. Tidigare inkluderades den i vitögd gråfågel men urskildes 2024 som egen art baserat på skillnader i utseende och läte.

## Levnadssätt
Sulugråfågeln hittas i skog och skogsbryn i låglänta områden och förberg. Där födosöker den i skogens mellersta och övre skikt, ibland tillsammans med andra fågelarter.

## Status
IUCN erkänner den inte som art, varför den inte placeras i någon hotkategori.